# Hyagnis tuberculipennis
Hyagnis tuberculipennis är en skalbaggsart som beskrevs av Stefan von Breuning 1961. Hyagnis tuberculipennis ingår i släktet Hyagnis och familjen långhorningar. Inga underarter finns listade i Catalogue of Life.